# Laasdorf
Laasdorf est une commune allemande de l'arrondissement de Saale-Holzland, Land de Thuringe.

## Géographie
Laasdorf se situe dans la vallée de la Roda, le long de laquelle elle s'étend.
| Iéna     | Schlöben     |           |
| Zöllnitz | Laasdorf     | Stadtroda |
|          | Großbockedra | Rausdorf  |

La Bundesautobahn 4 passe au nord de son territoire.

## Histoire
Laasdorf est mentionné pour la première fois en 1323.

## Source de la traduction
- (de) Cet article est partiellement ou en totalité issu de l’article de Wikipédia en allemand intitulé « Laasdorf » (voir la liste des auteurs).